# Hallwil
Hallwil é uma comuna da Suíça, no Cantão Argóvia, com cerca de 722 habitantes. Estende-se por uma área de 2,18 km², de densidade populacional de 331 hab/km². Confina com as seguintes comunas: Boniswil, Dürrenäsch, Leutwil, Seengen, Seon.
A língua oficial nesta comuna é o Alemão.